# جوینچیووه
جوینچیووه (به لهستانی:  Dziewięcioły) یک روستا در لهستان است که در Gmina Miechów واقع شده‌است. جوینچیووه ۲۳۰ نفر جمعیت دارد.